# Lissonota setosa
Lissonota setosa là một loài tò vò trong họ Ichneumonidae.